# Zsolt Nagy (futbolista nacido en 1993)
Zsolt Nagy (Székesfehérvár, Hungría, 25 de mayo de 1993) es un futbolista húngaro que juega como mediocampista en el Puskás Akadémia de la Nemzeti Bajnokság I de Hungría.

## Selección nacional
Nagy debutó con la selección de fútbol de Hungría el 15 de noviembre de 2019 en un amistoso contra Uruguay. Sustituyó a Mihály Korhut en el minuto 75. El 11 de junio de 2022, marcó su primer gol en el partido de la Liga A de la Liga de Naciones de la UEFA 2022-23 contra Alemania en el Puskás Aréna. El partido terminó con un empate 1-1.